# Macrobiotiek
Macrobiotiek is een voedings- en gezondheidsleer en is ontwikkeld door de Duitsers Christoph Wilhelm Hufeland en Theodor Hahn in de 19de eeuw.
Een nieuwere versie ontwikkelde de Japanner George Ohsawa (1893-1966) op de basis van het zenboeddhisme. Vanaf 1970 is Michio Kushi (leerling G. Osawa) actief geweest in Europa. Het woord is afgeleid van het Griekse "makros", dat groot betekent en "bios" dat leven betekent. Samen houdt het "kunst om tot een veelomvattend leven te komen" in. De leer wordt ten minste ten dele beschouwd als pseudowetenschap en is een combinatie van 5000 jaar oude ervaring en kennis van het Japanse zen, boeddhisme en de westerse wetenschap. De leer is gebaseerd op de filosofie dat er in een mensenleven evenwicht dient te zijn tussen yin en yang.
Macrobiotiek is een levenswijze volgens de wetten van de natuur, de Orde van het Universum. Uitgangspunt is dat het intuïtieve gezonde verstand weet heeft van deze wetten. Deze wetten van yin en yang zijn sinds het begin van de mensheid in praktijk gebracht.  
Iemand die de macrobiotische levenswijze wenst te volgen streeft ernaar zijn/haar handeling en gedachte overeen te stemmen met de Orde van het Universum, met als resultaat een heldere visie op zijn leven en gezondheid.

## Macrobiotisch eten
In dagelijks spraakgebruik is "macrobiotiek" wellicht het bekendst in de context van het eten van macrobiotisch voedsel. In macrobiotische landbouw wordt erop gelet dat groenten en vruchten niet chemisch behandeld, kunstmatig bemest (met kunstmatige meststoffen) of in kassen verbouwd zijn. Voedsel dat met chemische middelen en kleurstoffen is behandeld of is ingeblikt, wordt afgeraden voor mensen die macrobiotisch willen eten. 
Het macro-biotische standaard-voedingspatroon ziet er als volgt uit, echter het is persoonlijk wat het beste voor een individu is:
- 50-60% granen en graanproducten
- 20-25% groenten
- 12% peulvruchten en zeewier
- 6% soep
- 7% andere producten

Macrobiotische voeding is in hoofdzaak veganistisch. De voedingsmiddelen dienen biologisch te zijn geteeld en groenten en fruit dienen uit de streek te komen. Belangrijke bereidingstechnieken bij macrobiotische voeding zijn koken onder druk, kort frituren (tempura) en stomen. Andere kooktechnieken zijn blancheren, persen, fermenteren, alsook pickelen, stoven, sauteren met of zonder olie. Om gerechten op smaak te brengen wordt in plaats van tafelzout vaak ongeraffineerd zeezout of miso gebruikt.

## Kritiek op de macrobiotiek
De macrobiotische keuken heeft vanuit de wetenschappelijke zijde kritiek gekregen. Er wordt gezegd dat de keuken veel te zout is, waardoor er grotere kans is op onder andere nierproblemen en hartproblemen. Dat het zoutgehalte relatief hoog ligt, zou te wijten zijn aan het feit dat de macrobiotische keuken gebaseerd is op de oude Japanse macrobiotische gerechten (van George Ohsawa) die het best pasten in de Oosterse manier van eten en niet in de Westerse. Daarbij wordt gesuggereerd dat Japanners een hogere tolerantie voor zout zouden hebben dan westerlingen. Of dit werkelijk zo is staat ter discussie. Verder kunnen er, doordat er veel voedingsmiddelen afgeraden worden, deficiënties ontstaan. Wel is het mogelijk een gezonde voeding samen te stellen binnen "de richtlijnen" van de macrobiotiek.
Hoogleraar voedingsleer Martijn Katan schreef:
Planten bevatten bijvoorbeeld geen vitamine B12. Een tekort aan B12 tast op den duur de hersenen aan, vooral bij kinderen; dat gebeurde in de jaren ’70, toen sekteleider Adelbert Nelissen ouders er toe overhaalde om hun kleine kinderen volledig macrobiotisch-veganistisch te voeden. Die kinderen raakten ondervoed en ze hebben dat nooit meer ingehaald; als tieners hadden ze nog steeds slechter functionerende hersenen.— Martijn B. Katan
Er is geen betrouwbare plantaardige bron van vitamine B12, wel zijn er supplementen verkrijgbaar.

## Macrobiotische gemeenschappen
In Nederland is er het Kushi Instituut (Amsterdam) dat onder andere lezingen en kooklessen geeft. In Rotterdam is er de Gimsel Academy. Zij bieden een vegetarische koksopleiding en diverse workshops op het gebied van de macrobiotiek aan. 
In België worden door het Oost West Centrum lezingen over onder andere macrobiotiek en T'ai chi gegeven. In België kan men, voor een macrobiotische kookopleiding, wekelijkse lessen en workshops, terecht bij 'De Natuurlijke Kookschool' en voor studie van de filosofie, shiatsu en Oosterse Geneeskunst, bij 'De Internationale Shiatsu School'. De Vlaamse kunstenaar en striptekenaar Herr Seele is een bekend macrobioticus.

## Overschakelen op een macrobiotisch voedingspatroon
Wie overweegt over te schakelen op een macrobiotisch voedingspatroon doet er goed aan om de argumenten die aan die overweging ten grondslag liggen kritisch te overwegen.  De wens om een bijdrage te leveren aan een beter milieu kan ook een geldig argument zijn: omdat de macrobiotische keuken bij voorkeur gebruikmaakt van streekproducten die niet behandeld zijn met chemische bestrijdingsmiddelen is de milieubelasting veel lager dan bij producten uit de reguliere landbouw.
Voor de ingrediënten kan men langs gaan bij de reformwinkel of een biologische winkel die soms wel (één of meerdere) schappen met macrobiotisch voedsel hebben.